# Justice League Task Force (videogioco)
Justice League Task Force è un videogioco picchiaduro per Super Nintendo e Sega Mega Drive sviluppato dalla Blizzard Entertainment e pubblicato dalla Acclaim nel 1995.
I personaggi presenti in questo videogioco provengono dalla serie a fumetti Justice League of America edita dalla casa editrice DC Comics.
Lo stile del gioco è simile alle serie di videogiochi Street Fighter e Mortal Kombat.

## Personaggi
Eroi:
- Aquaman
- Batman
- Flash (Wally West)
- Freccia Verde
- Superman
- Wonder Woman

Nemici:
- Cheetah
- Despero
- Darkseid

## Trama
Darkseid attacca il pianeta Terra distruggendo una base militare. Un membro della Justice League (corrispondente a quello che seleziona il giocatore) rintraccia gli altri membri per avere aiuto, ma viene attaccato dagli stessi nei loro corrispondenti scenari. Proseguendo con i combattimenti l'eroe deduce che i suoi avversari non sono i veri membri della Justice League, ma droidi identici a loro. Dopo averli sconfitti tutti, il giocatore deve fronteggiare Cheetah e Despero per scoprire il creatore degli androidi: Darkseid.

## Scenari
| Livelli | Personaggio corrispondente                                                                            |
| --- | --- |
| - Atlantis - Gotham City - Desert Road - Metropolis - Forest Clearing - Themyscira - Desert Clearing - Spaceship Bar - Apokolips | - Aquaman - Batman - The Flash - Superman - Green Arrow - Wonder Woman - Cheetah - Despero - Darkseid |